# Bismarckturm (Landau)
Der Bismarckturm von Landau in der Pfalz wurde 1910 eingeweiht. 

## Lage
Das Bauwerk befindet sich am Rand der Fortanlage.

## Geschichte
Das Mitglied des Landauer Stadtrates Eduard Ferdinand Koch regte 1904 das Errichten eines dem Reichskanzler Otto von Bismarck gewidmeten Denkmals an. 1909 stiftete der Geheime Hofrat Friedrich August Mahla II. (1860–1944) die für den Bau erforderlichen Mittel in Höhe von 9.500 Mark. Mahla war von 1905 bis 1920 Bürgermeister der Stadt.
Als Architekt wurde Hermann Goerke in Düsseldorf beauftragt, der auch die Landauer Jugendstil-Festhalle entwarf. Die Ausführung der Arbeiten lag bei der Firma Ecker Söhne in Landau. Unmittelbar vor dem für den 29. Dezember 1909 geplanten Richtfest stürzte das Bauwerk in sich zusammen. Für den 1910 abgeschlossenen Wiederaufbau mussten zusätzlich 7.400 Mark aufgebracht werden. Die Einweihungsfeier fand am 23. Oktober 1910 statt.

## Konstruktion
Der im Jugendstil gehaltene Turm wurde in dem für die Südpfalz typischen roten Sandstein erbaut, den man aus der von Sébastien Le Prestre de Vauban erbauten Landauer Festung brach. Dieser Bismarck-Turm hat einen quadratischen Grundriss von 6,1 mal 6,1 Metern und besitzt eine Höhe von 12 Metern.
Über dem Eingang steht der Name Bismarck. Darüber ist das Wappen Bismarcks angebracht. Noch höher ist die Jahreszahl „MDCCCCX“ (1910) lesbar. Der Turm ist mit Eichenlaubreliefs und Eicheln, einer Anspielung auf das Wappen der Familie Bismarck, und sitzenden Adlern im Halbrelief verziert.